# اس‌ام‌اس بوداپست
اس‌ام‌اس بوداپست (به انگلیسی: SMS Budapest) یک کشتی دفاع ساحلی بود که طول آن ۹۹٫۲۲ متر (۳۲۵ فوت ۶ اینچ) بود. این کشتی در سال ۱۸۹۶ ساخته شد.